# Landgericht Aichach
Das Landgericht Aichach war ein von 1803 bis 1879 bestehendes bayerisches Landgericht älterer Ordnung mit Sitz in Aichach im heutigen Landkreis Aichach-Friedberg. Die Landgerichte waren im Königreich Bayern Gerichts- und Verwaltungsbehörden, die 1862 in administrativer Hinsicht von den Bezirksämtern und 1879 in juristischer Hinsicht von den Amtsgerichten abgelöst wurden.

## Geschichte
Im Jahr 1803 wurde im Verlauf der Verwaltungsneugliederung Bayerns das Landgericht Aichach errichtet. Dieses wurde dem Lechkreis und ab 1810 dem Isarkreis zugeschlagen.
Anlässlich der Einführung des Gerichtsverfassungsgesetzes am 1. Oktober 1879 wurde das Amtsgericht Aichach errichtet, dessen Sprengel aus dem Landgerichtsbezirk Aichach mit den Gemeinden Adelzhausen, Affing, Aichach, Aindling, Algertshausen, Allenberg, Alsmoos, Altomünster, Aufhausen, Binnenbach, Ecknach, Edenhausen, Edenried, Eisingersdorf, Gallenbach, Gaulzhofen, Griesbeckerzell, Gundelsdorf, Handzell, Haslangkreit, Haunswies, Hausen, Heretshausen, Hilgertshausen, Hohenzell, Hollenbach, Igenhausen, Inchenhofen, Kiemertshofen, Kleinberghofen, Klingen, Kühbach, Mainbach, Motzenhofen, Oberbachern, Oberbernbach, Oberdorf, Obergriesbach, Obermauerbach, Oberschneitbach, Oberschönbach, Oberwittelsbach, Oberzeitlbach, Petersdorf, Pichl, Randelsried, Rapperzell, Rehling, Ruppertszell, Sainbach, Schiltberg, Schnellmannskreuth, Schönbach, Schönleiten, Sielenbach, Stockensau, Stotzard, Stumpfenbach, Sulzbach, Tandern, Thalhausen, Tödtenried, Todtenweis, Unterbernbach, Untergriesbach, Unterschneitbach, Unterwittelsbach, Walchshofen, Willprechtszell, Wollomoos und Zahling nebst den vorher zum Landgerichtsbezirk Rain gehörenden Gemeinden Ebenried, Immendorf, Osterzhausen und Pöttmes gebildet wurde.